# Шкаврове
Шка́врове — село в Україні, у Берестинському районі Харківської області. Населення становить 36 осіб. Орган місцевого самоврядування — Наталинська сільська громада.

## Географія
Село Шкаврове знаходиться на правому березі річки Вошивенька, вище за течією на відстані 2 км розташоване село Ясна Поляна, нижче за течією на відстані 2 км розташоване село Новопавлівка, на протилежному березі растоложено село Вільне. Селом протікає пересихаючий струмок з загатою. Поруч проходить автомобільна дорога Р79.

## Історія
1920 — дата заснування.
Під час організованого радянською владою Голодомору 1932—1933 років померло щонайменше 19 жителів села.

## Населення
Згідно з переписом УРСР 1989 року чисельність наявного населення села становила 66 осіб, з яких 32 чоловіки та 34 жінки.
За переписом населення України 2001 року в селі мешкало 36 осіб.

### Мова
Розподіл населення за рідною мовою за даними перепису 2001 року:
| Мова       | Відсоток |
| ---------- | -------- |
| українська | 94,44 %  |
| російська  | 5,56 %   |